# Plaza mayor de Poznan
La plaza mayor (en polaco Stary Rynek) era el centro de Poznan antiguamente. La plaza del mercado y lugar de celebraciones fue trazada durante la época de la fundación de la ciudad, es una de las más grandes de Polonia. Aquí fueron erigidas las casas más suntuosas.
La mayoría de las viviendas (también en las calles que salen de la plaza) fueron reconstruidas en los años 1950 en su forma histórica, principalmente de estilo barroco y clasicista. En algunas se conservaron restos de la época gótica y renacentista, entre otros, sótanos abovedados y zaguanes, así como cuartos cubiertos por techos. Entre las fachadas  mejor conservadas se encuentra, en el lado este de la plaza, el edificio barroco, llamado la Farmacia Roja, actual Casa de Bretaña. Hoy en día en la plaza mayor está también el único Museo de Instrumentos Musicales de Polonia. En junio tiene lugar en la plaza mayor el pintoresco mercado de San Juan.